# Philodendron surinamense
Philodendron surinamense är en kallaväxtart som först beskrevs av Friedrich Anton Wilhelm Miquel, och fick sitt nu gällande namn av Adolf Engler. Philodendron surinamense ingår i släktet Philodendron och familjen kallaväxter. Inga underarter finns listade.